# Хипнеротомахия Полифили
Сънят на Полифил (на латински: Hypnerotomachia Poliphili), завършена през 1467, е една от най-любопитните и една от най-изящно изработени книги от Ренесанса.
Книгата е отпечатана във Венеция през 1499 от Алдо Мануцио. Произведението е анонимно. Авторството на Франческо Колона личи от един акростих.